# الهوى سلطان (فلم)
الهوى سلطان: هو فيلمٌ مصري من إخراج وتأليف هبة يسري. بدأ عرض في مصر يوم 6 نوفمبر 2024، وفي بقية الدول العربية يوم 14 نوفمبر 2024. الفيلم من بطولة: منة شلبي، وأحمد داود، وسوسن بدر، عماد رشاد، وأحمد خالد صالح، وخالد كمال. حقق الفيلم في مصر إيرادات بلغت 69,918,544 جنيه مصري. بينما في السعودية حقق الفيلم إيرادات بلغت 11.6 مليون ريال (157 مليون جنيه مصري). و في الإمارات بلغت إيراداته 575,158 دولار.

## قصة الفيلم
تدور الأحداث حول شابة وشاب تربطهما علاقة صداقة قوية منذ الطفولة، ويواجهان معًا العديد من المواقف والمشكلات المختلفة مع أصدقاءهما وأسرتيهما، لكن تحدث فجأة بعض المتغيرات في علاقتهما، وتتوالى الأحداث.

## طاقم التمثيل
| - منة شلبي:سارة - أحمد داود:علي - أحمد خالد صالح:رامي | - جيهان الشماشرجي:ليلى - سوسن بدر:أم علي - عماد رشاد:أبو سارة | - خالد كمال:أيوب - نورين أبو سعدة:ميمي - فدوى عابد:چيچي |

تمثيل - جهاد حسام - ساندرا أسعد - هاني إبراهيم - شهد شعراوي - باسم شريف - مريم موريس - محمد شاهين - أحمد البنهاوي - أميرة الدهب - غادة كمال - دينا داوود - موافي زين - محمود سامح - أحمد عزت - أحمد عبد الغني - سهام خليفة - خالد عبد الرحمن - منال يحيي - علا عبد الباقي - أمل عبد المنعم - حازم ناصف - فكري سليم - ماجدو سعيد - ريهام أبو بكر - مريم الطحاوي - جوزيف جمال - شريف علوب - ندى بدوري - محمد عيد شلش - فاروق محمد - خالد عبد الرحمن - دنيا هشام - خالد قورة - يوسف هشام